# Ngandyera
El ngandjera o ngandyera és una llengua bantu del grup R que parlen els ngandyeres, a l'extrem sud-est d'Angola. És una llengua que forma part de les llengües oshiwambos. El seu codi ISO 639-3 és nne. El seu codi al glottolog és ngan1300.

## Família lingüística
Juntament amb el ndonga, el kwambi, el Kwanyama i el mbalanhu formen les llengües oshiwambo (o wambos), que és un cluster que ha esdevingut una de les llengües nacionals d'Angola. Aquestes llengües formen part de les llengües del grup R de les llengües bantus. El glottolog la situa com una de les llengües ndongues (R.20).

## Sociolingüística, estatus i ús de la llengua
El ngandyera és una llengua vigorosa (EGIDS 6a). És utilitzada en la comunicació social per gent de totes les generacions i la seva situació és sostenible. No existeix escriptura en llengua ngandyera.